# Amalosia
Amalosia ist eine baumbewohnende Gattung der Geckoartigen aus der Familie der Doppelfingergeckos (Diplodactylidae). Sie ist in Australien heimisch.

## Merkmale
Die Arten dieser Gattung erreichen eine Kopf-Rumpf-Länge von maximal 63 Millimetern. Sie gehören damit zu den verhältnismäßig kleinen Geckos. Die Tiere sind meist grauviolett bis rotbraun gefärbt, zum Teil mit dunklen Querbändern, die aber innerhalb derselben Art variieren können. Die Rückenschuppen sind kleiner als die ventralen Schuppen. Die Haftlamellen an den Füßen weisen Verbreiterungen auf.

## Verbreitung
Die Gattung ist nur im Südosten und Südwesten Australiens verbreitet. Sie lebt auf Bäumen und ist daher im Gegensatz zu einigen anderen Gattungen der Doppelfingergeckos auf bewaldete Gegenden Australiens angewiesen.

## Systematik
Schon in ihrem im Jahr 1983 erschienenen Werk A synopsis of the class Reptilia in Australia wurde von Wells und Wellington vorgeschlagen, vier kleinere Arten der Gattung Oedura als eigene Gattung Amalosia auszugliedern. Die Arbeit wurde kontrovers diskutiert und von den Wissenschaftlern, die sich mit Australiens Geckos befassten, kaum umgesetzt. Im Jahr 2012 wurde nach molekulargenetischen Untersuchungen von Oliver et al. die Ansicht von Wells und Wellington in Bezug auf die Gattung Amalosia weitgehend bestätigt, da sich drei der vier von ihnen bezeichneten Arten als eigene Klade zusammenfassen ließen. Oedura reticulata wurde jedoch nicht wie von Wells und Wellington vorgeschlagen in die Gattung Amalosia, sondern als einzige Art in die neu errichtete monotypische Gattung Hesperoedura gestellt. Die im Jahr 2007 neu beschriebene Art Oedura jacovae wurde aufgrund morphologischer Gemeinsamkeiten ebenfalls in die Gattung Amalosia gestellt.
Die Gattung Amalosia umfasst derzeit folgende vier rezente Arten:
- Amalosia jacovae (Couper, Keim & Hoskin, 2007)
- Amalosia lesueurii (Duméril & Bibron, 1836)
- Amalosia obscura (King, 1985)
- Amalosia rhombifer (Gray, 1845)